# Serieåret 1988

## Händelser

### Februari
- Februari - Bud Graces Ernie publiceras för första gången.

### Augusti
- Augusti - I USA publicerar Archie Comics en helt ny serietidning om Teenage Mutant Ninja Turtles. Den nya är i färg, och kallas för TMNT Adventures, och följer till en början den tecknade TV-serien från 1987.[1]

### Okänt datum
- Första crossoverserien mellan Turtles och Usagi Yojimbo.[1]
- Den svenska serietidningen Larson! börjar ges ut.[2]
- Den svenska serietidningen Samurai börjar ges ut.[3].
- Den svenska serietidningen Månadens äventyr ersätter serierna om Indiana Jones och Stjärnornas krig med Stålmannen, Läderlappen, Mirakelkvinnan, Lagens väktare och andra superhjälteserier från amerikanska DC [4]
- Den svenska serietidningen Magnum Comics lanseras.[2]
- The Real Ghostbusters får en egen serietidning i Sverige.[5]

## Pristagare
- Adamsonstatyetten: Art Spiegelman, Lars Hillersberg
- Guld-Adamson: Mort Walker
- Reuben Award: Bill Watterson
- Urhunden för svenskt album: "Gas" av Joakim Pirinen
- Urhunden för översatt album: "Maus" av Art Spiegelman (USA)

## Utgivning
- Batman: The Killing Joke - Alan Moore och Brian Bolland
- Klas Katt på upptäcktsfärd och Klas Katt och livets mysterier - Gunnar Lundkvist
- Samurai 1-8/1988, innehållande serierna Ensamvargen och Kamui.
- Kalle Anka Guldbok 5, där bland annat Carl Barks Kalle Anka och voodo-doktorns hämnd får sin första svenska publicering.

### Album
- Gudfadern (Ratata)[6]
- Ponnyexpressen (Lucky Luke)[7]
- Stjärnkraft (Agent Annorlunda) - Måns Gahrton och Johan Unenge[8]

## Avlidna
- 26 mars - Jan-Erik Garland mer känd som Rit-Ola, 82, svensk serietecknare.
- 3 april - Milton Caniff, 81, amerikansk serietecknare.

### Fotnoter
1. 1 2  ”Unofficial TMNT Comic Checklist”. Januari 2011. Arkiverad från originalet den 6 oktober 2011. https://web.archive.org/web/20111006033652/http://mutantooze.org/tmntdb/comics/TMNT%202011%20Comic%20Checklist.pdf. Läst 18 mars 2012.
2. 1 2  Swecomics
3. ↑  Seriesamlarna
4. ↑  Swecomics
5. ↑  ”Seriesamlarna”. http://www.seriesam.com/cgi-bin/guide?s=THE+REAL+GHOSTBUSTERS+(1988). Läst 11 mars 2011.
6. ↑  ”Lucky Luke på svenska”. Arkiverad från originalet den 25 maj 2012. https://archive.is/20120525100929/http://www.visit.se/~dampgrodan/album_Ratas.html. Läst 12 mars 2011.
7. ↑  ”Lucky Luke på svenska”. Arkiverad från originalet den 11 november 2014. https://web.archive.org/web/20141111004811/http://www.visit.se/~dampgrodan/album_kronolog.html. Läst 12 mars 2011.
8. ↑  ”Seriesamlarna”. http://www.seriesam.com/cgi-bin/guide?s=ETT+FALL+F%D6R+AGENT+ANNORLUNDA+(1986). Läst 12 mars 2011.